# Delicate Sound of Thunder
| 전문가 평가                       | 전문가 평가 |
| 평가 점수                         | 평가 점수   |
| 출처                              | 점수        |
| --------------------------------- | ----------- |
| AllMusic                          | [ 1 ]       |
| Blender                           | [ 2 ]       |
| Robert Christgau                  | C           |
| The Encyclopedia of Popular Music | [ 4 ]       |
| Rolling Stone                     | [ 5 ]       |

《Delicate Sound of Thunder》는 영국의 프로그레시브 록 밴드 핑크 플로이드의 라이브 음반이다. 1988년 8월 뉴욕주 유니언데일의 나소 베터런스 메모리얼 콜리시엄에서 5박에 걸쳐 녹음되었고, 1988년 9월 애비 로드 스튜디오에서 믹싱되었다. 1988년 11월 21일, 영국의 EMI 레코드와 미국의 컬럼비아 레코드를 통해 발매되었다.
이 음반은 《The Later Years》 박스 세트를 위해 2019년 12월에 리믹스, 복원 및 재발행되었다. 이 버전에는 원래 발매된 곡이 포함되어 있었다. 2020년 11월, 그것은 독립 발매되었다.

## 발매
이 음반은 1988년에 더블 LP, 더블 카세트, 더블 CD로 발매되었는데, 각각의 포맷은 약간 다른 트랙 목록을 포함하고 있다. 이 음반은 오래된 핑크 플로이드 음반의 트랙뿐만 아니라 《A Momentary Lapse of Reason》의 많은 작품들을 포함하고 있다. 더블 LP 발매에는 트랙 목록에 〈Us and Them〉이 없었다. 더블 LP와 더블 카세트에는 모두 〈Another Brick in the Wall (Part 2)〉과 〈Comfortably Numb〉 사이에 〈Wish You Were Here〉가 있었다.
1992년 데이비드 길모어는 발매 당시와 라디오 인터뷰에서 이 음반이 스튜디오를 오버더빙하지 않았다고 말했지만, 엔지니어 뷰포드 존스에 따르면 그는 〈Comfortable Numb〉의 일부 추가 어쿠스틱 기타와 믹싱하는 동안 트랙을 장식했다. 게다가 일부 화음은 스튜디오 재테이크로 대체되었다. 리처드 라이트는 〈Time〉에서 그의 보컬을, 샘 브라운은 〈Comfortably Numb〉에서 레이첼 퓨리의 파트를 대체했지만 나머지 음반은 쇼에서 공연한 것과 같다.
《A Collection of Great Dance Songs》와 함께 《Delicate Sound of Thunder》는 2017년 11월 180g 헤비급 바이닐 LP로 재발행되었다. 그 커버 아트는 원래 1988년 LP 발매의 그것을 복제한다.

## 곡 목록

### CD
| #  | 제목                           | 작사·작곡                                   | 재생 시간 |
| -- | ------------------------------ | ------------------------------------------- | --------- |
| 1. | 〈Shine On You Crazy Diamond〉 | 로저 워터스, 데이비드 길모어, 리처드 라이트 | 11:53     |
| 2. | 〈Learning to Fly〉            | 길모어, 밥 에즈린, 존 캐린, 앤서니 무어     | 5:27      |
| 3. | 〈Yet Another Movie〉          | 길모어, 패트릭 레너드                       | 6:21      |
| 4. | 〈Round and Around〉           | 길모어                                      | 0:33      |
| 5. | 〈Sorrow〉                     | 길모어                                      | 9:28      |
| 6. | 〈The Dogs of War〉            | 길모어, 무어                                | 7:18      |
| 7. | 〈On the Turning Away〉        | 길모어, 무어                                | 7:58      |

| #  | 제목                                   | 작사·작곡                         | 재생 시간 |
| -- | -------------------------------------- | --------------------------------- | --------- |
| 1. | 〈One of These Days〉                  | 워터스, 길모어, 라이트, 닉 메이슨 | 6:15      |
| 2. | 〈Time / Breathe (Reprise)〉           | 길모어, 메이슨, 라이트, 워터스    | 5:16      |
| 3. | 〈Wish You Were Here〉                 | 길모어, 워터스                    | 4:49      |
| 4. | 〈Us and Them〉                        | 워터스, 라이트                    | 7:22      |
| 5. | 〈Money〉                              | 워터스                            | 9:52      |
| 6. | 〈Another Brick in the Wall (Part 2)〉 | 워터스                            | 5:28      |
| 7. | 〈Comfortably Numb〉                   | 길모어, 워터스                    | 8:56      |
| 8. | 〈Run Like Hell〉                      | 길모어, 워터스                    | 7:12      |

## 인증
| 국가                                                                                         | 인증        | 판매량/출하량 |
| -------------------------------------------------------------------------------------------- | ----------- | ------------- |
| 아르헨티나 (CAPIF)                                                                           | 골드        | 30,000^       |
| 아르헨티나 (CAPIF) Delicado Sonido Del True                                                  | 골드        | 30,000^       |
| 오스트레일리아 (ARIA)                                                                        | 3× 플래티넘 | 210,000       |
| 오스트리아 (IFPI 오스트리아)                                                                 | 골드        | 25,000*       |
| 캐나다 (뮤직 캐나다)                                                                         | 2× 플래티넘 | 200,000^      |
| 프랑스 (SNEP)                                                                                | 2× 골드     | 200,000*      |
| 독일 (BVMI)                                                                                  | 골드        | 250,000^      |
| 이탈리아 sales in 1989                                                                       | —           | 300,000       |
| 이탈리아 (FIMI) sales since 2009                                                             | 골드        | 25,000*       |
| 네덜란드 (NVPI)                                                                              | 골드        | 50,000^       |
| 뉴질랜드 (RMNZ)                                                                              | 플래티넘    | 15,000^       |
| 폴란드 (ZPAV)                                                                                | 골드        | 10,000        |
| 포르투갈 (AFP)                                                                               | 3× 플래티넘 | 120,000^      |
| 스페인 (PROMUSICAE)                                                                          | 골드        | 50,000^       |
| 스위스 (IFPI 스위스)                                                                         | 플래티넘    | 50,000^       |
| 영국 (BPI)                                                                                   | 골드        | 100,000^      |
| 미국 (RIAA)                                                                                  | 3× 플래티넘 | 1,500,000^    |
| *판매량을 기반으로 한 인증 · ^출하량을 기반으로 한 인증 · 판매량+스트리밍을 기반으로 한 인증 |             |               |